# Galeazzo Ciano

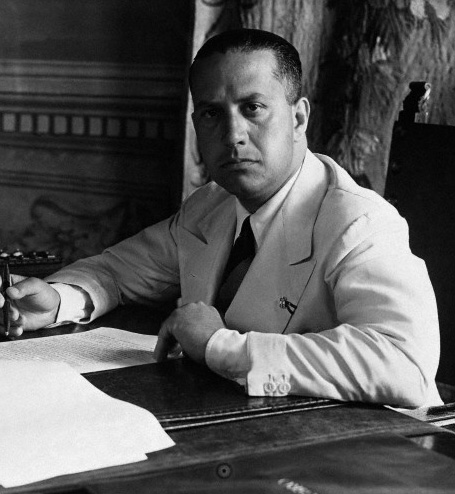
Galeazzo Ciano (1937)

Gian Galeazzo Ciano, Graf von Cortellazzo und Buccari (ital. Ausspracheⓘ; * 18. März 1903 in Livorno; † 11. Januar 1944 in Verona) war ein italienischer faschistischer Politiker und Schwiegersohn Benito Mussolinis. Ciano war 1935 bis 1936 Propagandaminister und danach von 1936 bis 1943 der Außenminister des faschistischen Italien. Er wurde lange Zeit als potenzieller Nachfolger Mussolinis gehandelt. Wegen seiner Beteiligung am Sturz Mussolinis 1943 wurde er in der Italienischen Sozialrepublik im Prozess von Verona zum Tode verurteilt und hingerichtet.

## Leben

### Herkunft, Familie, Werdegang (1903–1935)

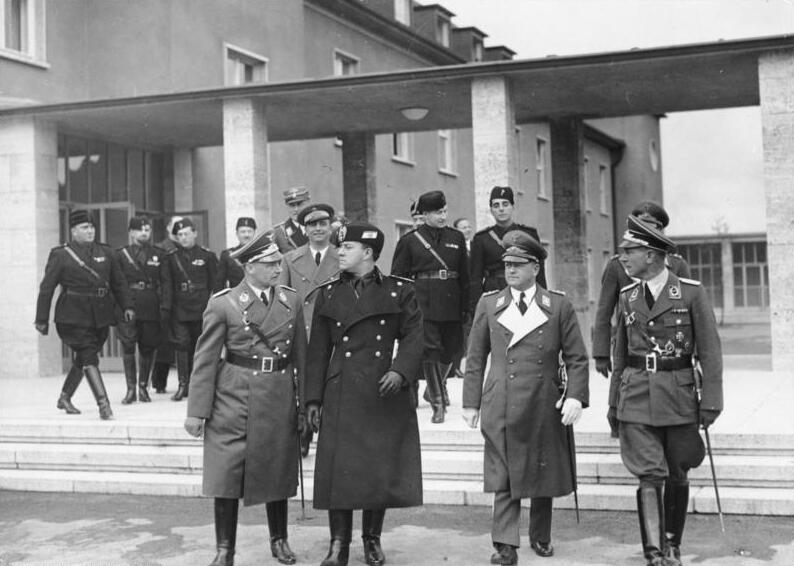
Graf Ciano im Fliegerhorst Gatow (1936)

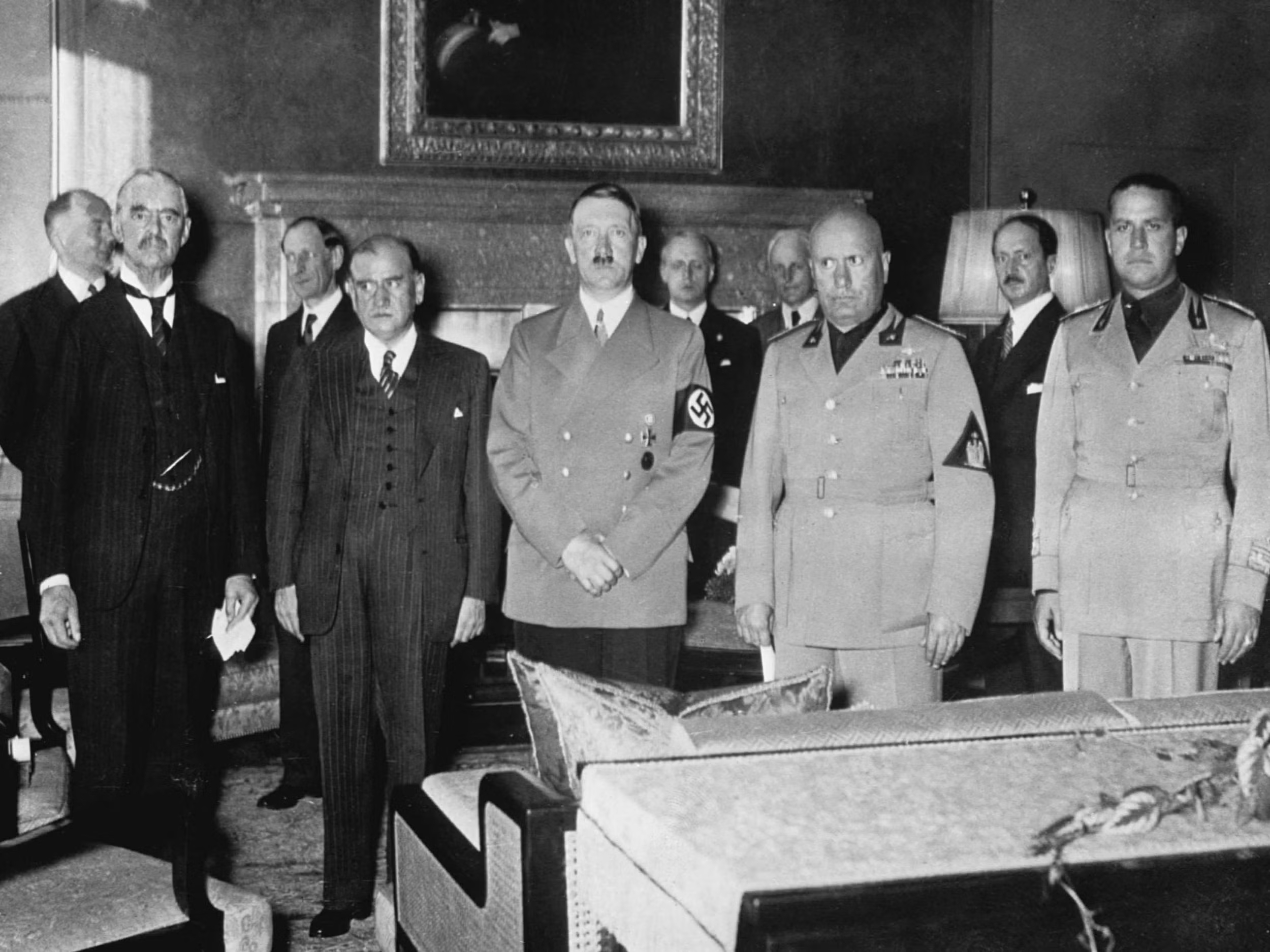
Chamberlain, Daladier, Hitler, Mussolini, und Ciano (von links) während der Münchener Verhandlungen 1938. Im Hintergrund von Ribbentrop und von Weizsäcker.

Galeazzo Ciano war der Sohn von Costanzo Ciano, der als Fregattenkapitän der italienischen Kriegsmarine im Ersten Weltkrieg den legendären, von Gabriele D’Annunzio beschriebenen Handstreich in der Bucht von Bakar befehligte. Als Sohn dieses späteren Kampfgefährten Benito Mussolinis schloss er sich ebenfalls den Faschisten an und verdankte seinen schnellen politischen Aufstieg vermutlich auch seiner 1930 geschlossenen Ehe mit Edda Mussolini, der Tochter Benito Mussolinis. Den Adelstitel als „Graf von Cortellazzo und Buccari“ erbte er von seinem Vater, der 1923 zum Konteradmiral der Reserve aufstieg und 1928 von König Viktor Emanuel für seine militärischen Verdienste geadelt wurde.
Mit seiner Frau Edda hatte Ciano drei Kinder: den älteren Sohn Fabrizio, genannt Ciccino (geboren 1931 in Shanghai, China), die Tochter Raimonda, genannt Dindina (geboren 1933 in Rom) und den jüngeren Sohn Marzio, genannt Mowgli (nach der Romanfigur von Rudyard Kiplings Dschungelbuch), der 1937 ebenfalls in Rom geboren wurde.
Ciano studierte Jura an der Universität Rom und trat 1925 in den Diplomatischen Dienst ein, zunächst als Vizekonsul in Rio de Janeiro. 1930, unmittelbar nach seiner Eheschließung, wurde er italienischer Generalkonsul in Shanghai. In seiner Eigenschaft als „Sondergesandter mit Generalvollmacht“ in Peking leitete Ciano 1932 eine vom Völkerbund initiierte Kommission ausländischer Gesandter, deren Aufgabe darin bestand, im chinesisch-japanischen Konflikt zu vermitteln.

### Minister des faschistischen Italien (1935–1943)

Das Abzeichen von Cianos 15. Bomber-Geschwader La Disperata. Es galt während des Abessinienkrieges als die am radikalsten faschistisch-orientierte Einheit der italienischen Luftwaffe.

Zurückberufen nach Italien, wurde er 1933 Mussolinis Pressesprecher, 1935 italienischer Propagandaminister. Am Italienisch-Äthiopischen Krieg von 1935 bis 1936 nahm Ciano als Bomberpilot teil.
Am 9. Juni 1936 wurde er von Mussolini zum Außenminister ernannt. Ciano folgte dessen Weisungen willig, verbesserte die Beziehungen zum nationalsozialistischen Deutschen Reich und leitete damit schließlich das Bündnis zwischen Deutschland und Italien („Achse Berlin-Rom“) ein, das im so genannten Stahlpakt vertraglich besiegelt wurde.
Ab 1938 begann er sich jedoch gegen eine zu enge politische Anlehnung an das Deutsche Reich auszusprechen. Er verurteilte vor allem die deutsche Politik nach dem Überfall auf Polen, von dem Italien angeblich mit keinem Wort informiert gewesen sei. Ein geheimes Protokoll vom 12. August 1939 über eine Unterredung auf dem Obersalzberg zwischen Hitler und Ciano in Anwesenheit von Reichsaußenminister Ribbentrop belegt jedoch seine detaillierte Einweihung über den bevorstehenden Einmarsch deutscher Truppen in Polen. Auf Nachfrage erklärte Hitler wörtlich: „Unter den obwaltenden Umständen ist in jedem Augenblick mit dem Vorgehen Deutschlands gegen Polen zu rechnen.“ Ribbentrop fügte hinzu: „Die Russen sind im Übrigen über die Absicht Deutschlands absolut unterrichtet. Ich selbst habe im Auftrag des Führers den russischen Geschäftsträger informiert.“ Die Unterredung wurde am 13. August 1939 fortgeführt. Auf Cianos Fragen nach dem Zeitplan antwortete Hitler, dass bis Ende August 1939 die Entscheidung in der Angelegenheit Polens gefallen sein werde.
Von 1939 bis 1943 gehörte Ciano als Abgeordneter der Camera dei deputati an.
Als er Anfang 1943 im Zweifel an einen deutschen Sieg im Zweiten Weltkrieg den Alliierten einen Separatfrieden anbieten wollte, kam es zum Bruch mit Mussolini. Der entließ Ciano im Februar als Außenminister und schob ihn auf den Posten des Botschafters beim Heiligen Stuhl ab.

### Verhaftung und Tod (1943–1944)

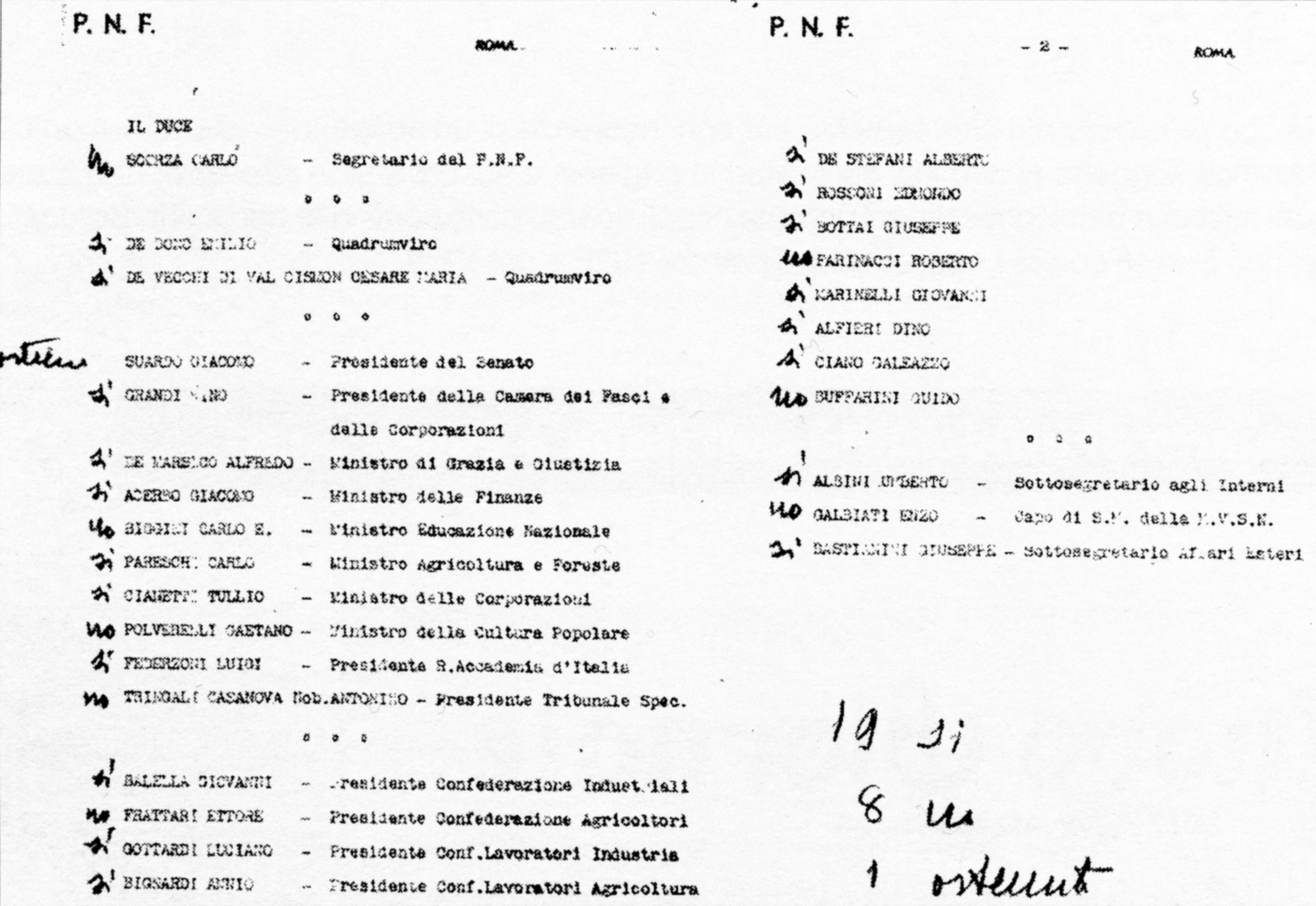
Auszug aus dem Protokoll der Sitzung des Großen Faschistischen Rats vom 24./25. Juli 1943, in der Benito Mussolini abgesetzt wurde. Ciano stimmte mit „sì“.

Ciano stimmte seinerseits am 24. Juli 1943 im Faschistischen Großrat für die Absetzung Mussolinis. Anschließend floh er mit seiner Familie nach Deutschland, wo er von den Nationalsozialisten in einer Villa in Allmannshausen am Starnberger See für mehrere Wochen untergebracht wurde. Nach dem Waffenstillstand von Cassibile, der folgenden deutschen Besetzung Italiens und der Wiedereinsetzung Mussolinis ließ dieser Ciano verhaften. Auf sein Betreiben hin wurde Ciano im Prozess von Verona zum Tode verurteilt und am 11. Januar 1944 durch Erschießen hingerichtet. Mit ihm starben vier weitere Verurteilte: Marschall De Bono, Giovanni Marinelli, Carluccio Pareschi und der rechtsradikale Gewerkschafter Luciano Gottardi. Der faschistische Gewerkschaftsführer Tullio Cianetti erhielt 30 Jahre Haft.

## Die Tagebücher (I Diari di Ciano)
Ab August 1937 führte Ciano politische Tagebücher. Diese diari waren für die Deutschen wie für die Alliierten gleichermaßen von großem historischen Interesse, da sie viele Interna (z. B. Gespräche mit anderen Politikern wie dem deutschen Botschafter oder Außenminister Joachim von Ribbentrop) enthalten, die das deutsch-italienische Verhältnis jener Zeit widerspiegelten und überdies seine Einschätzungen bezüglich der von Mussolini verfolgten Politik liefern.  Noch während Cianos Inhaftierung in Verona kontaktierte seine Frau Edda Felizitas Beetz, um mit ihrer Hilfe und der eines Freundes der Familie, Emilio Pucci, sowohl die Flucht Eddas und ihrer vier Kinder als auch die Überführung vollständiger Abschriften der Tagebücher in die Schweiz zu organisieren. Dort konnten die Aufzeichnungen dann über örtliche Mittelsmänner dem Office of Strategic Services übergeben und somit für die Nachwelt erhalten werden.
1946 erschien die erste deutsche Auflage im Scherz Verlag, Bern, für die Jahre 1939 bis 1943, versehen mit einem Vorwort von Sumner Welles, die dann 1949 im Hamburger Krüger Verlag, später aufgegangen im S. Fischer Verlag, durch die Aufzeichnungen von 1937 bis 1939 komplettiert wurde.